# Albian Hajdari
Albian Hajdari (* 18. Mai 2003 in Binningen) ist ein Schweizer Fussballspieler.

## Karriere

### Verein
Hajdari begann seine Laufbahn beim FC Aesch, bevor er 2014 in die Jugend des FC Basel wechselte. Im September 2020 wurde er von Juventus Turin verpflichtet, der italienische Meister lieh ihn allerdings per sofort an den FC Basel aus. Beim FCB wurde er in den Herrenbereich befördert und gab am 5. September (5. Spieltag der Saison 2020/21) beim 2:1 gegen die Reserve des FC Sion sein Debüt für die zweite Mannschaft in der drittklassigen Promotion League, als er in der Startelf stand. Zudem debütierte er wenige Wochen später, am 27. September 2020 (2. Spieltag), für die erste Mannschaft in der erstklassigen Super League als er beim 0:1 gegen den Servette FC in der 34. Minute für Edon Zhegrova in die Partie kam. Bis Saisonende absolvierte er fünf Spiele für die Reserve des FCB und acht Ligapartien für die erste Mannschaft.
Zur Spielzeit 2021/22 kehrte er vorzeitig zu Juventus Turin zurück. Im Januar 2022 wurde er jedoch erneut vom FC Basel für ein halbes Jahr ausgeliehen. Nachdem er erneut zu Juventus Turin zurückgekehrt war, wurde er vom FC Lugano zunächst für ein halbes Jahr ausgeliehen und anschliessend fest verpflichtet.

### Nationalmannschaft
Hajdari spielte bislang insgesamt 18-mal für Schweizer U-Nationalmannschaften, wobei er ein Tor erzielte. Derzeit steht er im Kader der Schweizer U-21-Auswahl.